# Карл Вільгельм Петерсен
Карл Вільгельм Малкус Петерсен (швед. Carl Wilhelm Malkus Petersén; 28 березня 1884 року, Стокгольм — 3 жовтня 1973 року, Сан-Дієго) — шведський керлінгіст. Срібний призер Олімпіади у Шамоні та триразовий чемпіон Швеції.

## Кар'єра
Карл Вільгельм Малкус Петерсен народився у Стокгольмі та виступав на позиції другого за місцевий клуб «Оре». У складі останнього Петерсен двічі ставав чемпіоном Швеції, у 1918 та 1919 роках.
На Олімпійських іграх 1924 року в Шамоні брали участь три країни, Швеція була представлена у двох матчах двома окремими командами. Петерсен був скіпом другої шведської команди, котра програла Великій Британії з рахунком 7:38. Завдяки перемозі першої команди над Францією, шведи посіли друге місце та отримали срібні нагороди. Довгий час турнір з керлінгу на Олімпіаді у Шамоні помилково вважали демонстраційним, доки у 2006 році МОК не визнав його офіційним.
У 1930 році Петерсен втретє стає чемпіоном Швеції. На цей раз у складі іншого столичного клубу «Ф'єллгорденса», де він був скіпом.
Пізніше Петерсон емігрував до США.